# Мескаламдуг
Мескаламдуг (букв. Герой доброї країни) — один з перших царів (лугалів) шумерського міста Ур. правив приблизно у XXVI столітті до н. е.
Під час археологічних розкопок були знайдені золотий шолом і золота циліндрична печатка Мескаламдуга, на якій написано «Мескаламду[г] — лугаль». Інші джерела, в яких би згадувалось його ім'я, наразі невідомі. Леонард Вуллі, який керував розкопками, вважав, що йдеться про двох різних правителів з одним іменем. Пізніше у Марі було знайдено згадку про Мескаламдуга як про батька Месанепади.
Шолом був викрадений під час погрому Багдадського музею у квітні 2003 року. У Британському музеї зберігається його гальванопластична копія.